# Gyokko-ryū
Gyokko-ryū (玉虎流, « l'école du tigre de jade ») est une école de kosshijutsu (骨指術), shitōjutsu (指頭術, « utiliser les doigts pour frapper »), kenjutsu et bō-jutsu. On rencontre parfois le terme Gyokko-ryū ninpo, car elle comportait autrefois des enseignements sur le ninjutsu. Si l'on en croit l'édition de 1968 du Bugei Ryuha Daijiten, Masaaki Hatsumi est l'actuel soke de cette école, titre qui lui a été transmis par son professeur Takamatsu Toshitsugu. Shōtō Tanemura a reçu un menkyo kaiden de cette école. Il enseigne son propre courant Gyokko-ryū Tanemura-ha au sein du Genbukan.
Il est dit au sein du Bujinkan que Cho Gyokko (Ikai) importa cette école chinoise au Japon à la fin du règne de la dynastie Tang et quelle serait passée de génération en génération jusqu'à aujourd'hui. Pendant l'ère Tenmon, Sakagami Taro Kunishige développa le Gyokko-ryū qu'il enseigna à Sakyo Isshinsa. Ce dernier développa le Gyokko-ryū kosshijutsu et créa par la suite l'école Kotō-ryū (虎倒流). Il transmit ces deux écoles à Momochi Sandayu, qui les introduisit au sein de l'Iga-ryū. Elles y furent maintenues jusqu'à la fin de la période Tokugawa (milieu du XIXe siècle). Les techniques de Gyokko-ryū et Kotō-ryū servirent de bases aux techniques qui formeront plus tard le Togakure-ryū.
Les techniques sont, à quelques détails près, divisées en trois catégories :
1. mains nues contre mains nues
2. mains nues contre kodachi (sabre court)
3. mains nues contre sabre.

## Techniques de Gyokko-ryū
Dans le densho de Gyokko-ryū, les techniques waza et les kata (enchaînements) sont décrits dans un ordre bien précis. L'étudiant est censé respecter cet ordre dans son apprentissage, une technique devant être maîtrisée avant que la suivante soit abordée. Le densho s'organise de la manière suivante :
1. Ki Gata, les kamae de bases et les ukemi
2. Torite Kihon Gata et Moto Gata, les techniques de bases de l'école
3. Joryaku no Maki, les enchaînements de bases qui doivent amener à la compréhension des principes fondamentaux
4. Churyaku no Maki, les enchaînements intermédiaires
5. Geryaku no Maki, les enchaînements avancés

## Gyokko Ryū aujourd'hui
On peut de nos jours apprendre cette école au sein des organisations suivantes : 
- Bujinkan
- Genbukan
- Jinenkan
- ToShinDo